# Team Patrick
Team Patrick (também conhecida como Patrick Racing) foi uma equipe de corridas automobilisticas que competiu na que competiu na Champ Car e posteriormente, pela Indy Racing League.
Correndo por ela, Emerson Fittipaldi tornou-se o primeiro não-estadunidense a vencer a Fórmula Indy em 1989. Em 1997, correu como Brahma Sports Team (nome usado pela Green na temporada anterior), retomando o nome original no ano seguinte.
Além de Emerson Fittipaldi, teve como pilotos mais famosos na CART: Roberto Moreno, Raul Boesel, Jimmy Vasser, Townsend Bell, Scott Pruett, P. J. Jones, Oriol Servià, Adrián Fernández, Al Unser, Gordon Johncock, Johnny Rutherford, Danny Ongais, Bruno Giacomelli, Jan Magnussen, Danny Sullivan e Roberto Guerrero.
Na IRL, competiu em 2004 tendo 4 pilotos durante a temporada: Jaques Lazier, Jeff Simmons, Al Unser, Jr. e Tomáš Enge. Sem patrocinadores para disputar a temporada 2005, encerrou suas atividades.

## Pilotos

### CART
- Mario Andretti (1981–1982)
- Tom Bagley (1980)
- Townsend Bell (2001–2002)
- Raul Boesel (1997)
- Pancho Carter (1984)
- Kevin Cogan (1986–1987)
- Wally Dallenbach Sr. (1979)
- Adrián Fernández (1998–2000)
- Emerson Fittipaldi (1984–1990)
- Chip Ganassi (1983–1984)
- Spike Gehlhausen (1980)
- Bruno Giacomelli (1984–1985)
- Roberto Guerrero (1990–1991)
- Gordon Johncock (1979–1984)
- P. J. Jones (1999)
- Steve Krisiloff (1981)
- Jan Magnussen (1999)
- Roger Mears (1979)
- Roberto Pupo Moreno (2000-2001)
- Danny Ongais (1983)
- John Paul, Jr. (1984)
- Scott Pruett (1995–1998)
- Johnny Rutherford (1983)
- Oriol Servià (2002–2003)
- Gordon Smiley (1980)
- Danny Sullivan (1991)
- Sammy Swindell (1985)
- Al Unser (1990)
- Jimmy Vasser (2001)
- Rich Vogler (1985)
- Don Whittington (1985)

### IRL
- Tomáš Enge
- Jaques Lazier
- Jeff Simmons
- Al Unser, Jr.